# TT71
| T23 | n · mwt |

| T23 | n · mwt |

La tomba di 	Senenmut (o cappella di 	Senenmut), identificata con la sigla TT71 (Theban Tomb 71) è una delle Tombe dei Nobili ubicate nell’area della cosiddetta Necropoli Tebana, sulla sponda occidentale del Nilo dinanzi alla città di Luxor, in Egitto. Destinata a sepolture di nobili e funzionari connessi alle case regnanti, specie del Nuovo Regno, l'area venne sfruttata, come necropoli, fin dall'Antico Regno e, successivamente, sino al periodo Saitico (con la XXVI dinastia) e Tolemaico.
TT71 è considerata una cappella funeraria, più che come tomba vera e propria, dato che verosimilmente non fu mai usata per il seppellimento di Senenmut, che è titolare anche di un'altra tomba (TT353) nell'area di Deir el-Bahari a brevissima distanza dal tempio funebre di Hatshepsut. TT71, in quanto "cappella funeraria", è una delle più grandi della necropoli tebana.

## Titolare
TT71 era la tomba di:
| Titolare | Titolo                 | Necropoli           | Dinastia/Periodo            | Note                                                                    |
| -------- | ---------------------- | ------------------- | --------------------------- | ----------------------------------------------------------------------- |
| Senenmut | Amministratore di Amon | Sheikh Abd el-Qurna | XVIII dinastia (Hatshepsut) | versante nord-est della collina, sopra la TT63, a nord-ovest della TT73 |

## Biografia
Ramosi fu il padre di Senmut, Hatnefer (detta anche Titutyu) la madre.  Neferether, e Iahotep furono le sue sorelle, e Senimen (TT252), Minhotep, prete "wab" di Amon, Amenemhat, portatore della barca sacra di Amon e Pairi, guardiano del bestiame nel dominio del dio i suoi fratelli. Al titolo di Amministratore dei domini di Amon, Senmut sommava, tra gli altri, anche quello di Architetto reale; sua sarebbe, infatti la progettazione e la costruzione del "Sublime dei sublimi", il Tempio funerario di Hatshepsut a Deir el-Bahari.

## Descrizione
TT71 deve intendersi, in realtà, più come cappella funeraria che come tomba vera e propria; venne infatti costruita, ma verosimilmente mai usata per il seppellimento di Senenmut che risulta titolare anche di un'altra tomba (TT353) nell'area di Deir el-Bahari a brevissima distanza dal tempio funebre di Hatshepsut. TT71, in quanto "cappella funeraria", è una delle più grandi della necropoli tebana, e del periodo connesso alla XVIII dinastia, con un fronte di quasi 30 m, una camera trasversale, il cui soffitto è sorretto da otto pilastri, di circa 26 e una profondità di circa 15. La tomba era nota dall'antichità e, nel corso dei millenni, molti sono stati i danni causati alla struttura, in se, ed ai dipinti parietali che oggi sono, praticamente quasi totalmente illeggibili. Nella prima metà del XIX secolo, John Gardner Wilkinson e Robert Hay provvidero a ricopiare i rilievi che apparivano già pesantemente danneggiati. Negli anni '40 dell'800 Karl Richard Lepsius, provvide alla rilevazione di alcune iscrizioni e asportò una Falsa porta, oggi al Museo egizio di Berlino (cat. 2066). Solo nel 1906 l'egittologo Kurt Sethe eseguì i rilievi di tutti i testi presenti nella TT71, e solo nel 1930-31 Herbert Winlock eseguì lo svuotamento sistematico della tomba repertando, tra l'altro, i frammenti di un sarcofago.
Un breve corridoio, su una delle quali pareti è rappresentato Minhotep, fratello di Senenmut, nelle vesti di prete "wab", dà accesso alla camera trasversale con otto pilastri in cui sono visibili, oggi, solo un testo biografico e una delle cosiddette "processione egee".
Al centro della camera trasversale si apre un corridoio perpendicolare alla prima in cui i pochi rilievi ancora leggibili sono relativi ai titoli del defunto, indicato come Amministratore e Grande Amministratore di Amon; in altra scena, Senimen, Assistente della Sposa del dio e titolare della tomba TT252, accompagnato dalla moglie Senemi, sono seduti dinanzi al defunto e leggono una lista delle offerte funebri. Sono inoltre scarsamente leggibili rilievi relativi alla processione funebre con il trasporto di una statua (?).
Una falsa porta venne asportata da Karl Richard Lepsius durante la sua permanenza in Egitto tra il 1842 e il 1845 ed è oggi al Museo Egizio di Berlino; nello stesso museo si trova anche una "statua cubo" (cat. 2296) di Senenmut con la principessa Neferure, figlia di Hatshepsut, di cui fu precettore e che lo stesso Lepsius ritenne provenire dalla nicchia che si apre sul fondo del corridoio perpendicolare. Frammenti di un sarcofago in quarzite, rinvenuti negli anni '30 del '900 da Herbert Winlock sono oggi al Metropolitan Museum di New York (cat. MMA 31.3.95).
La facciata della TT71, infine, è sovrastata da una nicchia in cui, scavata e scolpita nella stessa roccia della collina, si trova un'incompiuta statua cubo di Senenmut e della principessa Nefrure.

### I tributi stranieri

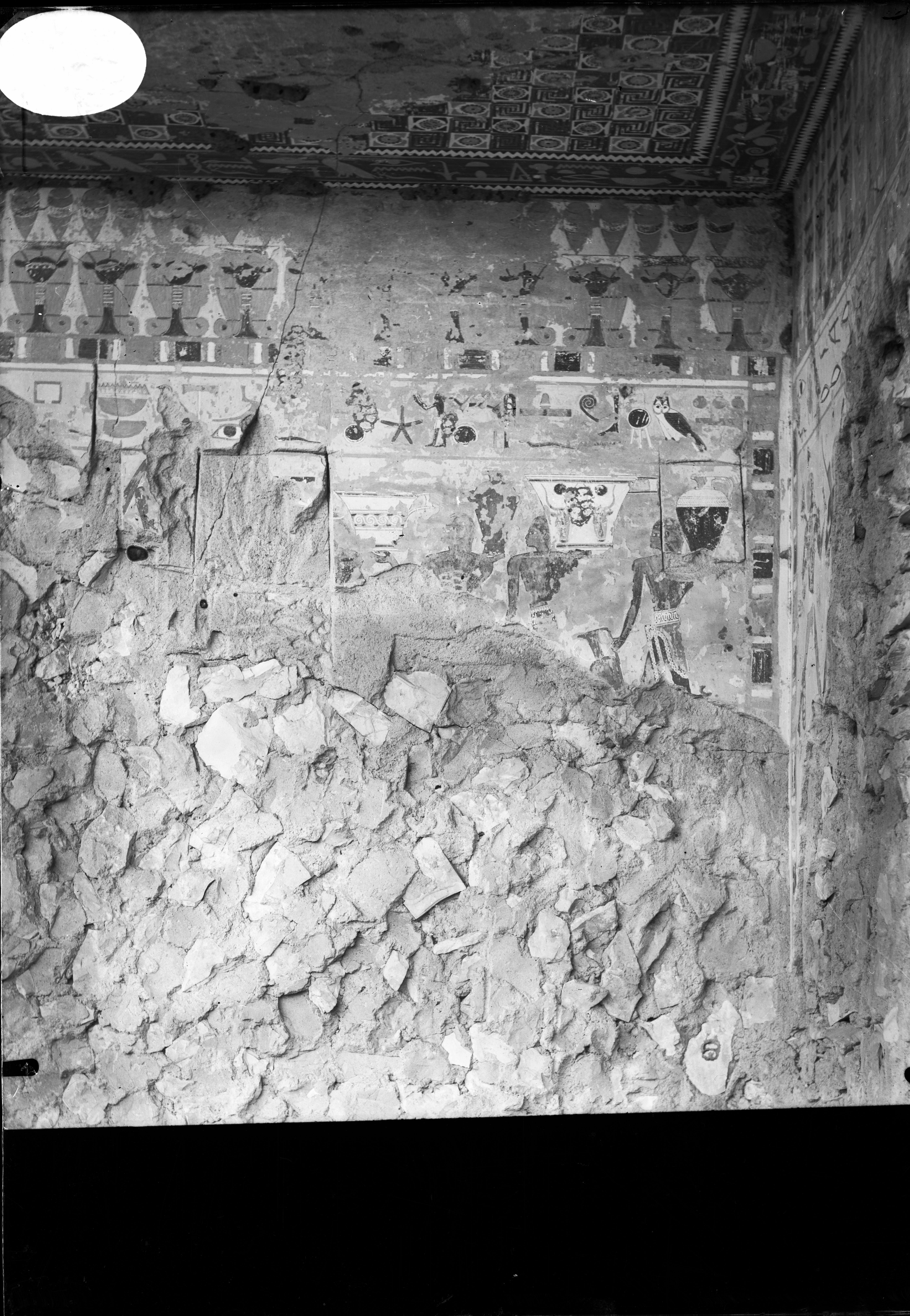
Angolo nord della camera con pilastri di TT 71, una delle due tombe di Senenmut, 1905-1914. È rappresentata, danneggiata, una scena di doni, in particolare tre personaggi minoici stanno portando dei vasi, uno dei quali con due bucrani.

Una delle scene parietali superstiti della camera trasversale è relativa alle cosiddette "processioni egee", o "dei tributi stranieri" o, ancora, "processioni Keftiw". Nel caso della TT71 si tratta della più antica di cui si abbia notizia nella necropoli tebana. Dei sei personaggi originariamente rappresentati, solo tre sono oggi scarsamente visibili: indossano abiti minoici e recano oggetti tipici dell'isola di Creta:
- a sinistra un uomo (di cui è oggi solo visibile il torace e poco più) sorregge sulle mani due vasi, una coppa con decorazione a spirali con la mano destra, un’anfora più piccola di colore rosso con la sinistra;
- il personaggio centrale, visibile dall'anca in su, indossa una cintura decorata con triangoli rossi e bianchi alternati ad altri blu e bianchi; sulla mano sinistra reca una grande coppa con bordo e fondo decorati di linee gialle mentre sul fusto spiccano due teste, verosimilmente di toro, con corna di colore blu, orecchie, frontale e naso di colore originariamente rosso (oggi quasi completamente perso); gli occhi sono bianchi con pupille rosse, le bocche bianche ed il mento a chiazze gialle;
- il terzo, a destra, veste un gonnellino molto elaborato stretto in vita da una cintura da cui pende un fodero. La cintura è di colore bianco decorata con motivi ad "S" interlacciati tra loro; l'uomo reca nella destra un'anfora di forma allungata, mentre sulla sinistra poggia una giara con corpo in giallo, collo e spalle in bianco, queste ultime decorate con motivi rossi tipici dell'arte minoica del bronzo tardo.

Le processioni dei tributari rappresentavano la consegna di "tributi" da regioni assoggettate all'Egitto o, comunque, in rapporti con il Paese. Si ritiene, tuttavia che gli oggetti presentati dalle delegazioni Keftiw., ovvero secondo la maggior parte degli studiosi i minoici, rappresentate in almeno sei Tombe dei Nobili, non costituissero un "tributo" nel senso letterale del termine, bensì doni da popolazioni non assoggettate, ma in rapporti commerciali o diplomatici paritetici.
Tale scena, così come quelle analoghe presenti in altre tombe della Necropoli tebana sarebbero perciò sintomatiche di rapporti amichevoli, e non di sudditanza, tra l’Egitto e le popolazioni egee nel periodo del Bronzo tardo.

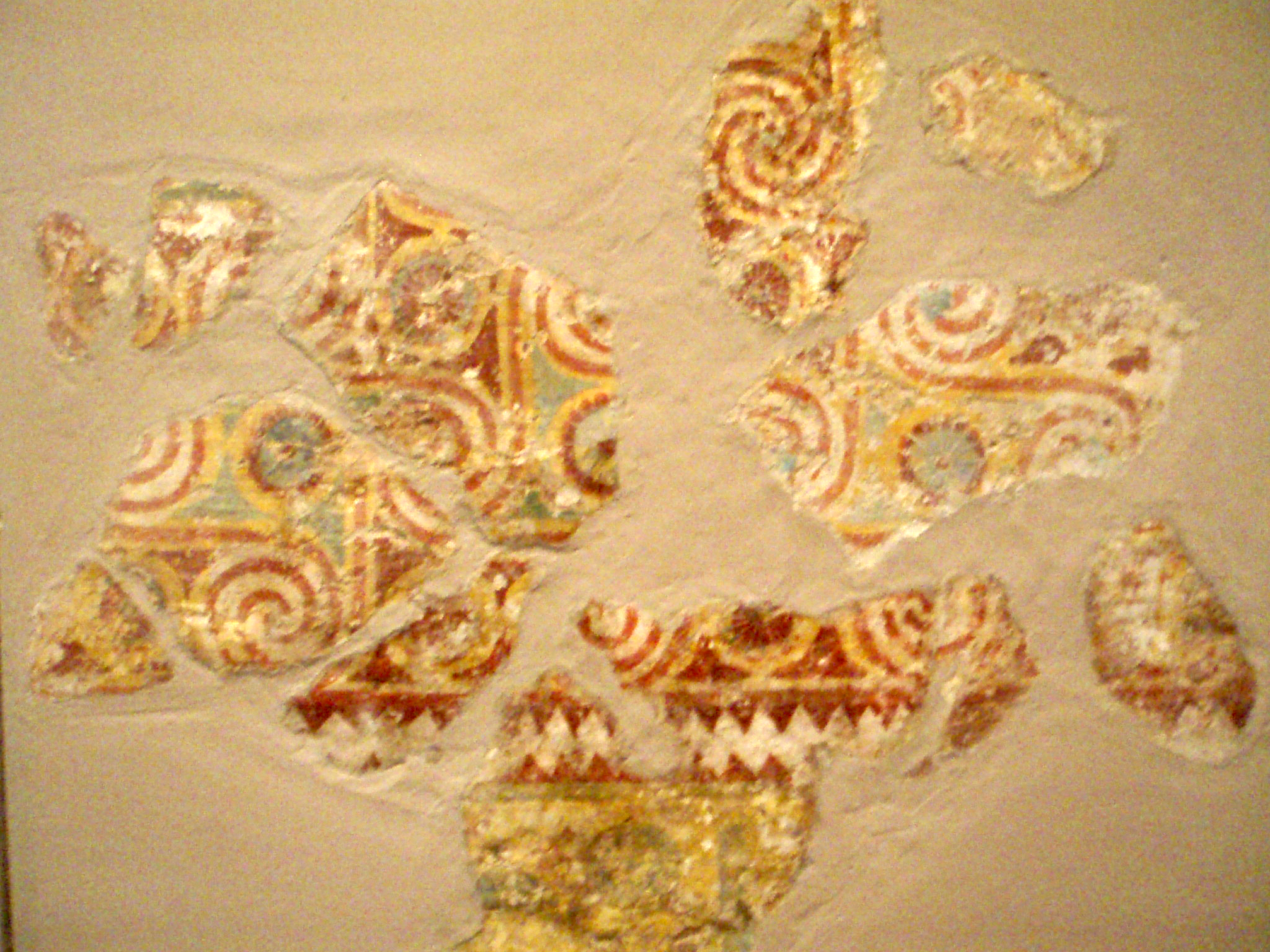
Frammenti del soffitto dalla TT71 di Senenmut (Metropolitan Museum)
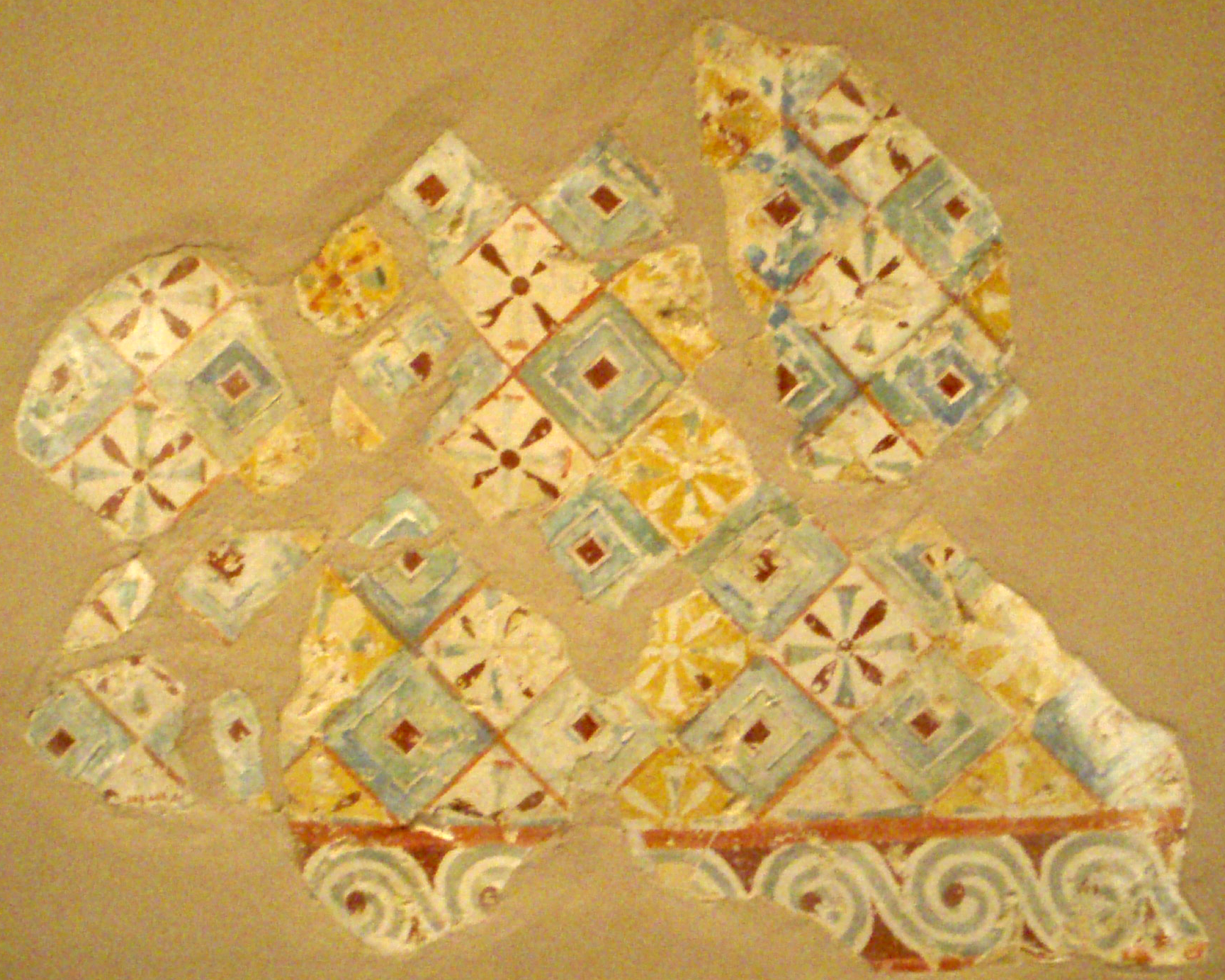
Frammenti del soffitto dalla TT71 di Senenmut (Metropolitan Museum)
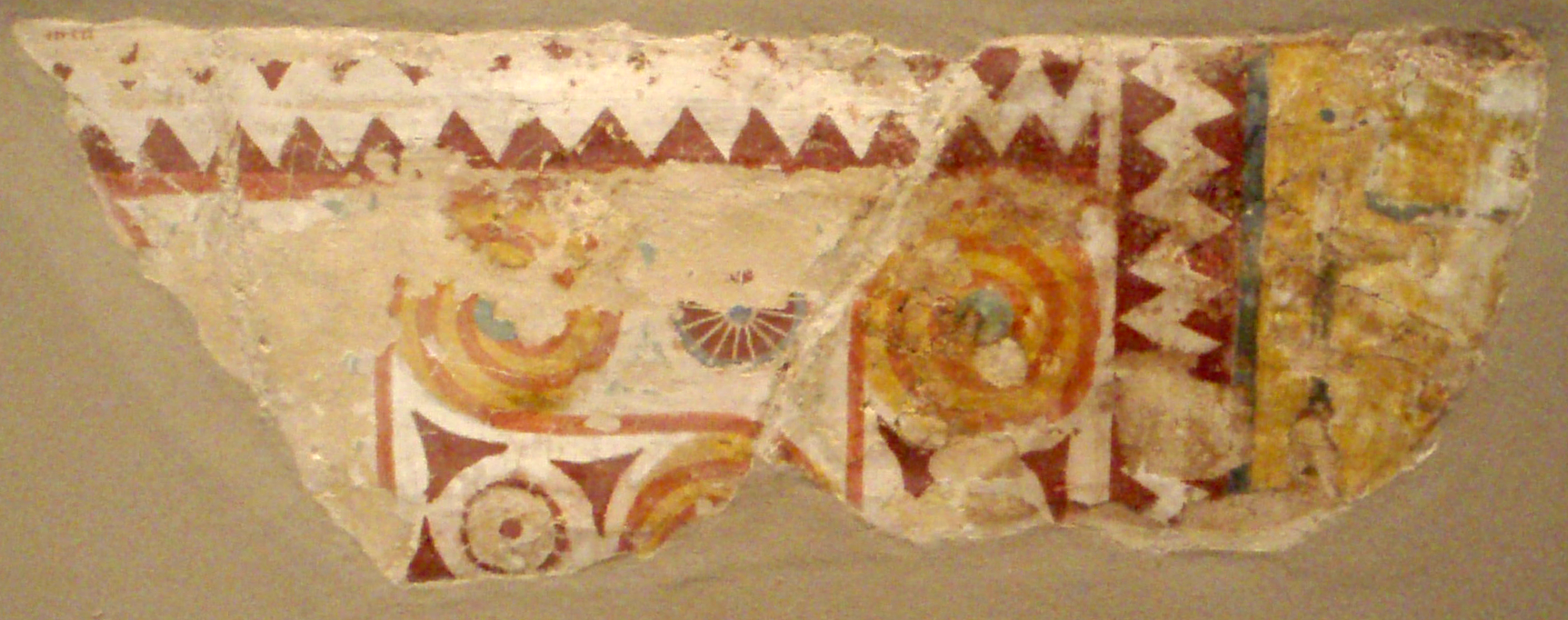
Frammenti del soffitto dalla TT71 di Senenmut (Metropolitan Museum)
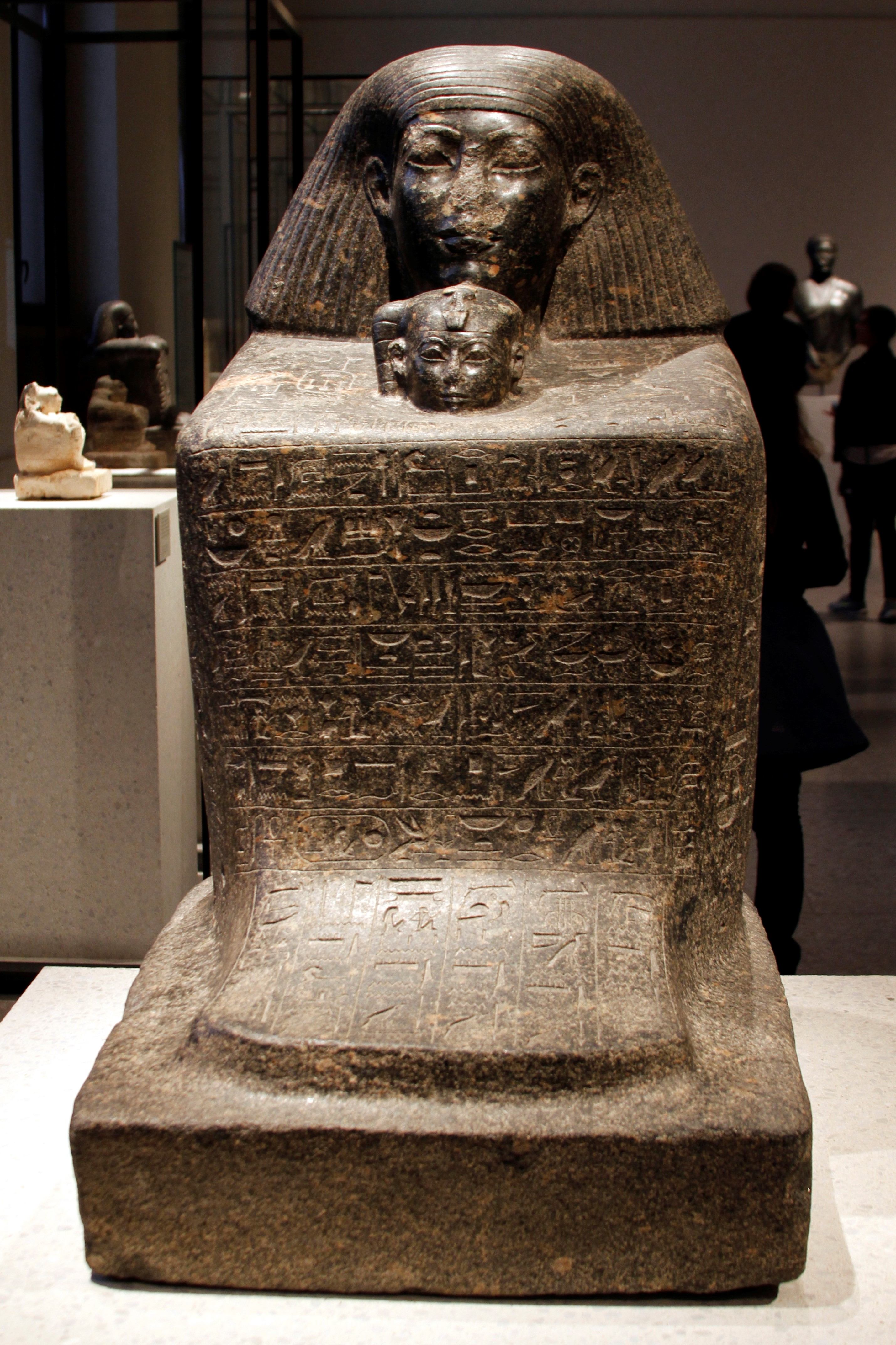
Statua cubo di Senenmut e della principessa Neferure (Neues Museum - Berlin)
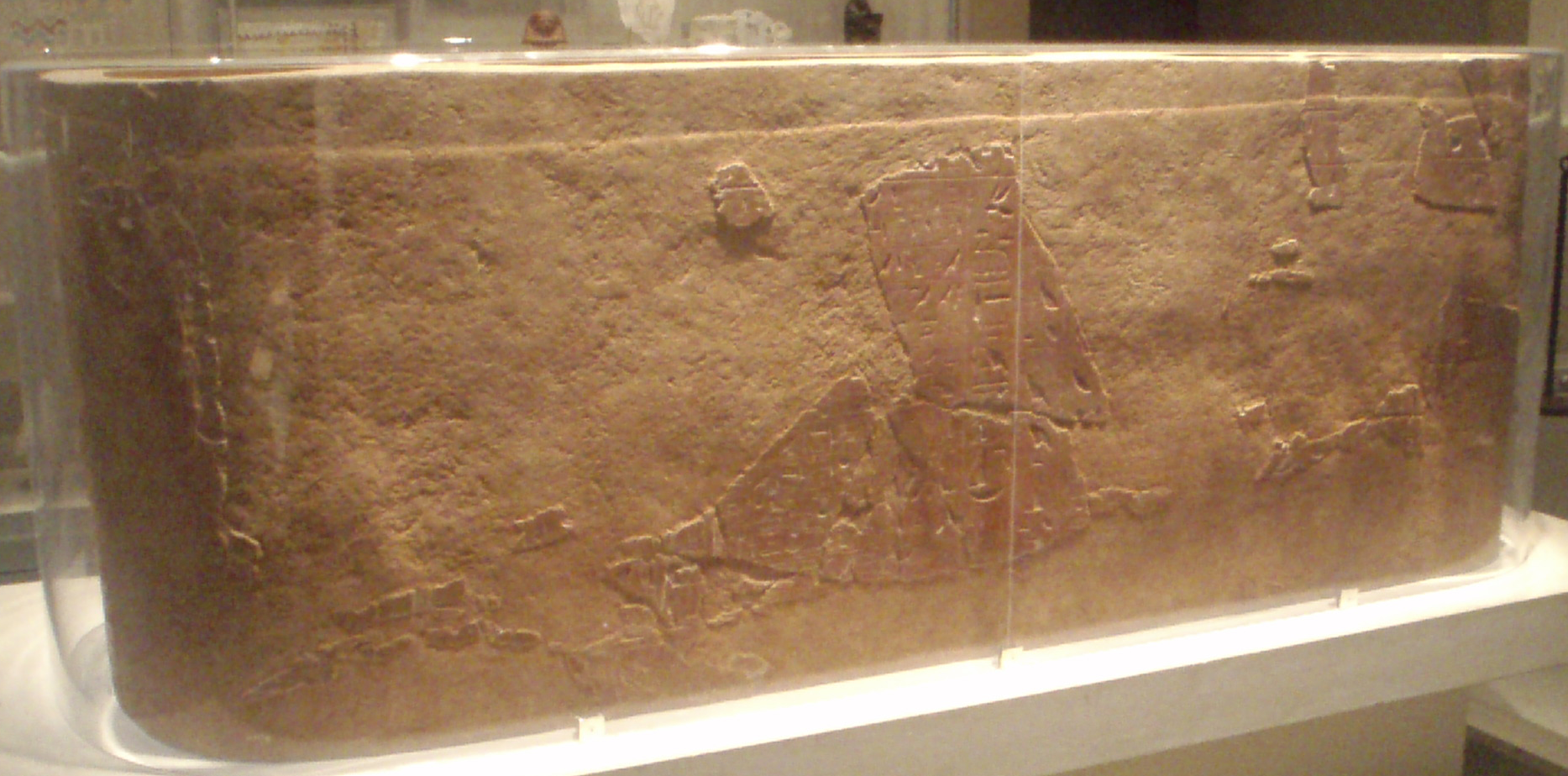
I frammenti del sarcofago in quarzite ricomposti a costituire il sarcofago (Metropolitan Museum)
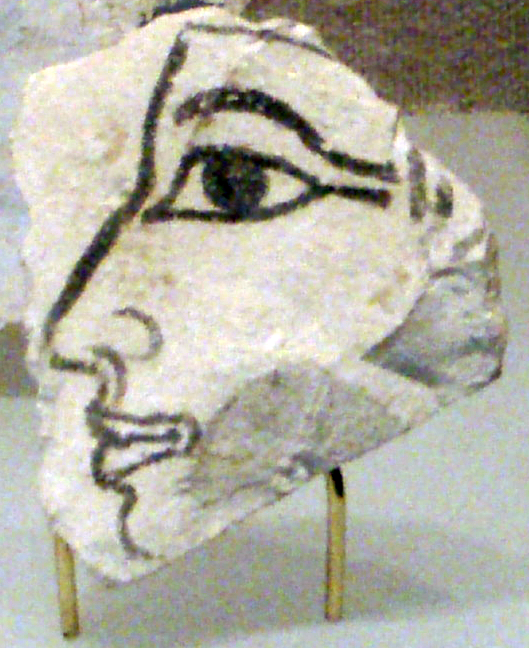
Frammento di dipinto parietale rinvenuto tra i rifiuti, nei pressi di TT71 e che si ritiene rappresenti Senenmut (Metropolitan Museum)
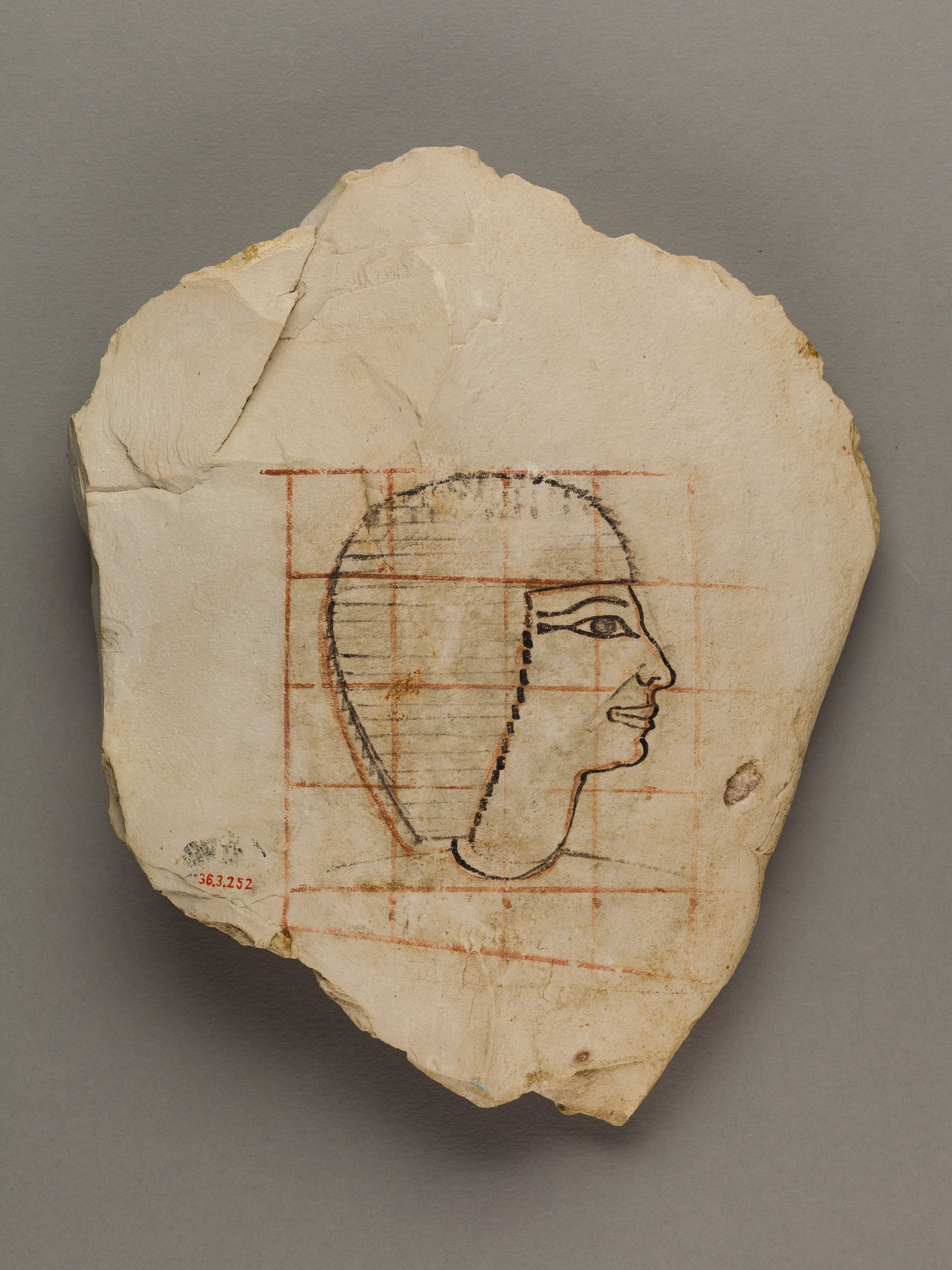
Frammento di dipinto parietale rinvenuto tra i rifiuti, nei pressi di TT71 e che si ritiene rappresenti Senenmut con griglie di lavoro (Metropolitan Museum, cat. MET 36.3.252 EGDP013666)
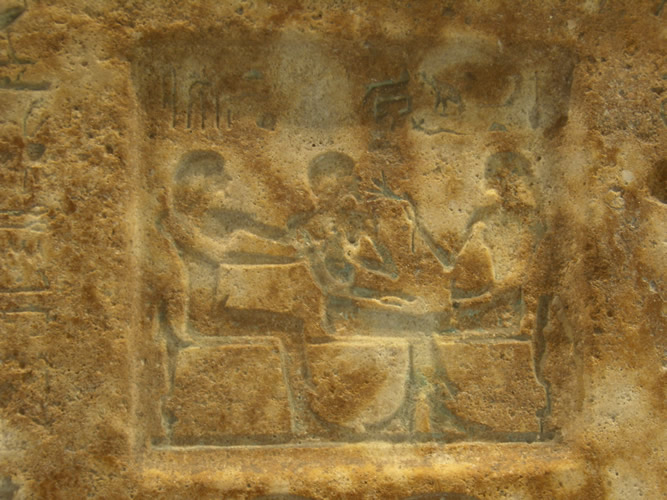
Particolare della Falsa Porta oggi a Berlino, con Senenmut e i suoi genitori Ramosi e Hatnefer

### Annotazioni
1. ↑  La numerazione dei locali e delle pareti segue quella di Porter e Moss 1927, p. 136.
2. ↑  La prima numerazione delle tombe, dalla numero 1 alla 252, risale al 1913 con l’edizione del "Topographical Catalogue of the Private Tombs of Thebes" di Alan Gardiner e Arthur Weigall. Le tombe erano numerate in ordine di scoperta e non geografico; ugualmente in ordine cronologico di scoperta sono le tombe dalla 253 in poi.
3. ↑  I campi della Duat, ovvero l'aldilà egizio, si trovavano, secondo le credenze, proprio sulla riva occidentale del grande fiume.
4. ↑  Nella sua epoca di utilizzo, l'area era nota come "Quella di fronte al suo Signore" (con riferimento alla riva orientale, dove si trovavano le strutture dei Palazzi di residenza dei re e i templi dei principali dei) o, più semplicemente, "Occidente di Tebe".
5. 1 2  Si ritiene che il suo corpo sia da individuarsi nel c.d. "Unknown Man C" rinvenuto tra oltre 50 mummie (tra cui Thutmosi III) nel cosiddetto "nascondiglio" di Deir el-Bahari, contrassegnato dalla sigla DB320.
6. 1 2  A lungo si è dibattuto sul perché di una doppia sepoltura, non era tuttavia inusuale durante la XVIII dinastia, che funzionari di Palazzo, così come i re del resto, disponessero di una tomba separata dalla Cappella funeraria. A titolo di esempio, si pensi allo stesso tempio funebre di Hatshepsut, a Deir el-Bahari, in località diversa da quella, la Valle dei Re in cui si apre la tomba KV20. Analoga differenziazione tra Cappella funeraria e tomba vera e propria, si riscontra anche nella TT8 dell'architetto Kha e di sua moglie Merit.
7. ↑  le Tombe dei Nobili, benché raggruppate in un'unica area, sono di fatto distribuite su più necropoli distinte.
8. ↑  Le note, sovente di inquadramento topografico della tomba, sono tratte dal "Topographical Catalogue" di Gardiner e Weigall, ed. 1913 e fanno perciò riferimento alla situazione dell'epoca.
9. ↑  I preti "wab", ma anche "uab", o "uebu", appartenevano al basso clero ed erano incaricati della manutenzione degli strumenti del culto e degli oggetti comunque ad esso connessi. A loro competeva il lavacro e l'abbigliamento giornaliero della statua del dio presso cui operavano e a loro competeva il trasporto della statua del dio (generalmente su una barca sacra) durante le cerimonie. Erano gerarchicamente sottoposti ad un "grande prete wab" cui competevano le operazioni giornaliere di culto della divinità.
10. ↑  Senmut assommava in sé i tioli di: Responsabile della duplice casa dell'oro, Responsabile del giardino di Amon, Responsabile dei campi di Amon, Sacerdote della barca di Amon (l'Userhat), Intendente di Amon, Intendente della figlia reale Neferura, Responsabile delle greggi di Amon, Governatore di tutti gli uffici della dea.
11. ↑  Tipica del Medio Regno, la "statua cubo" è caratterizzante di in un periodo particolarmente introspettivo della storia egiziana, in cui si tendeva alla restaurazione di antichi culti e a un ritorno verso la divinità. La "statua cubo" rappresentava l’uomo accovacciato, di cui sporgeva solo la testa, avvolto in un lungo mantello che costituiva, di fatto, un'ampia superficie su cui poter incidere preghiere o comunque testi dedicatori. Nel caso delle "statue cubo" di Senmut e Neferure, oltre alla testa dell'uomo, sporge dal "cubo" anche quella della bimba.
12. ↑  Herbert Eustis Winlock (1884 – 1950) egittologo statunitense lavorò per tutta la sua carriera per il Metropolitan Museum di New York.
13. ↑  I colori sono noti solo grazie ad un acquerello del 1837 di autore sconosciuto, oggi al Metropolitan Museum, citato da Panagiotopulos 2006 e da Wachsmann 1987. Il colore della carnagione era reso con rosso scuro, la capigliatura era nera, gli occhi bianchi, con pupille rosse e le unghie rese in bianco; tali particolari, oggi non più ravvisabili, corrispondono alla cromaticità impiegata nelle rappresentazioni di tributari delle TT71 e TT131 del visir Useramon.
14. ↑  Il termine egizio per indicare i popoli egei, e segnatamente quelli minoici, era Keftiw. Benché non esista unanimità in tale identificazione, tuttavia la grande maggioranza degli studiosi indica il termine Keftiw come individuazione certa del popolo cretese nei contatti con l'Antico Egitto del Bronzo Tardo.
15. ↑  Le cosiddette "processioni egee", o "dei tributi stranieri", o "processioni Keftiw", si ripetono in altre cinque tombe dei nobili oltre la TT71, tutte concentrate nella XVIII dinastia e in un arco temporale di circa 100 anni: TT39, di Puyemra, Secondo Profeta di Amon durante il regno di Thutmosi III; TT86, di Menkheperreseneb Primo Profeta di Amon sotto Thutmosi III; TT100, di Rekhmira visir sotto Thutmosi III e Amenhotep II; TT131, di Useramon Visir di Thutmosi III; TT155, di Intef Grande araldo del re sotto Thutmosi III.
16. ↑  Nella TT39 di Puyemra quattro personaggi vengono designati come "Capi stranieri dell’Asia più lontana" (Panagiotopulos 2006|pp. 370-412)

### Fonti
1. 1 2  Porter e Moss 1927,  p. 139.
2. ↑  Gardiner e Weigall 1913.
3. ↑  Donadoni 1999,  p. 115.
4. ↑  Gardiner e Weigall 1913, pp. 22-23.
5. ↑  Porter e Moss 1927,  planimetria p. 136.
6. ↑  Porter e Moss 1927,  pp. 139-142.
7. ↑  Porter e Moss 1927,  p. 141.
8. 1 2  Panagiotopulos 2006, pp. 370-412.
9. 1 2  Panagiotopulos 2001, pp. 163-283.